# Aree protette in Tasmania
Lista delle aree protette in Tasmania
La Tasmania è un piccolo Stato, ma ha un notevole numero di aree protette distinte, che coprono il 32,23% del territorio (2.203.383 ettari), 19 di queste sono Parchi Nazionali (20,94%, 1.403.762 ettari).

## Aree di conservazione

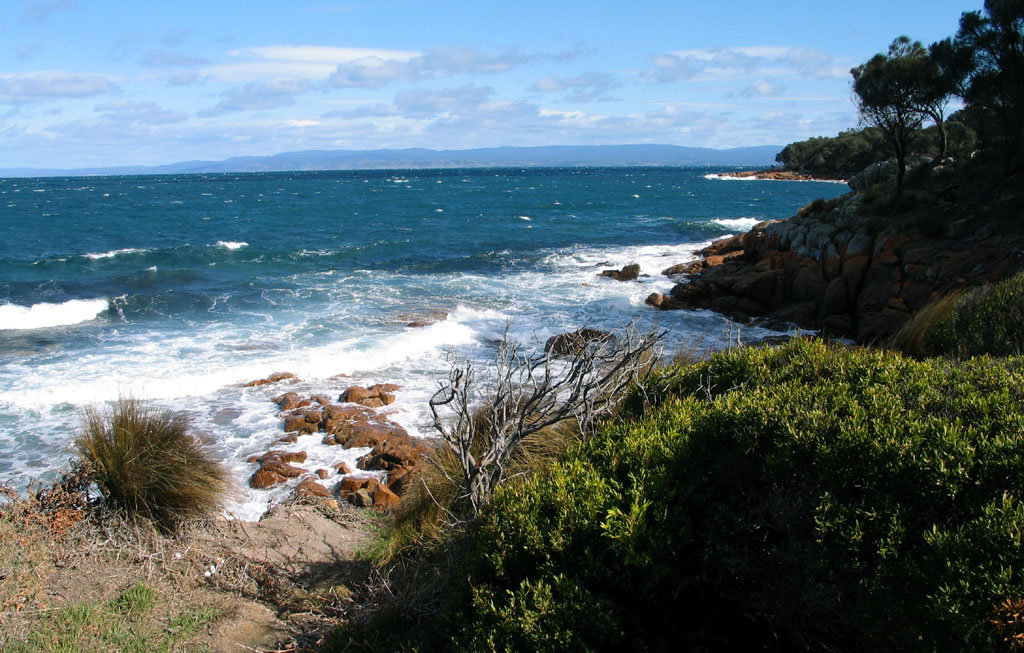
Coles Bay, Great Oyster Bay

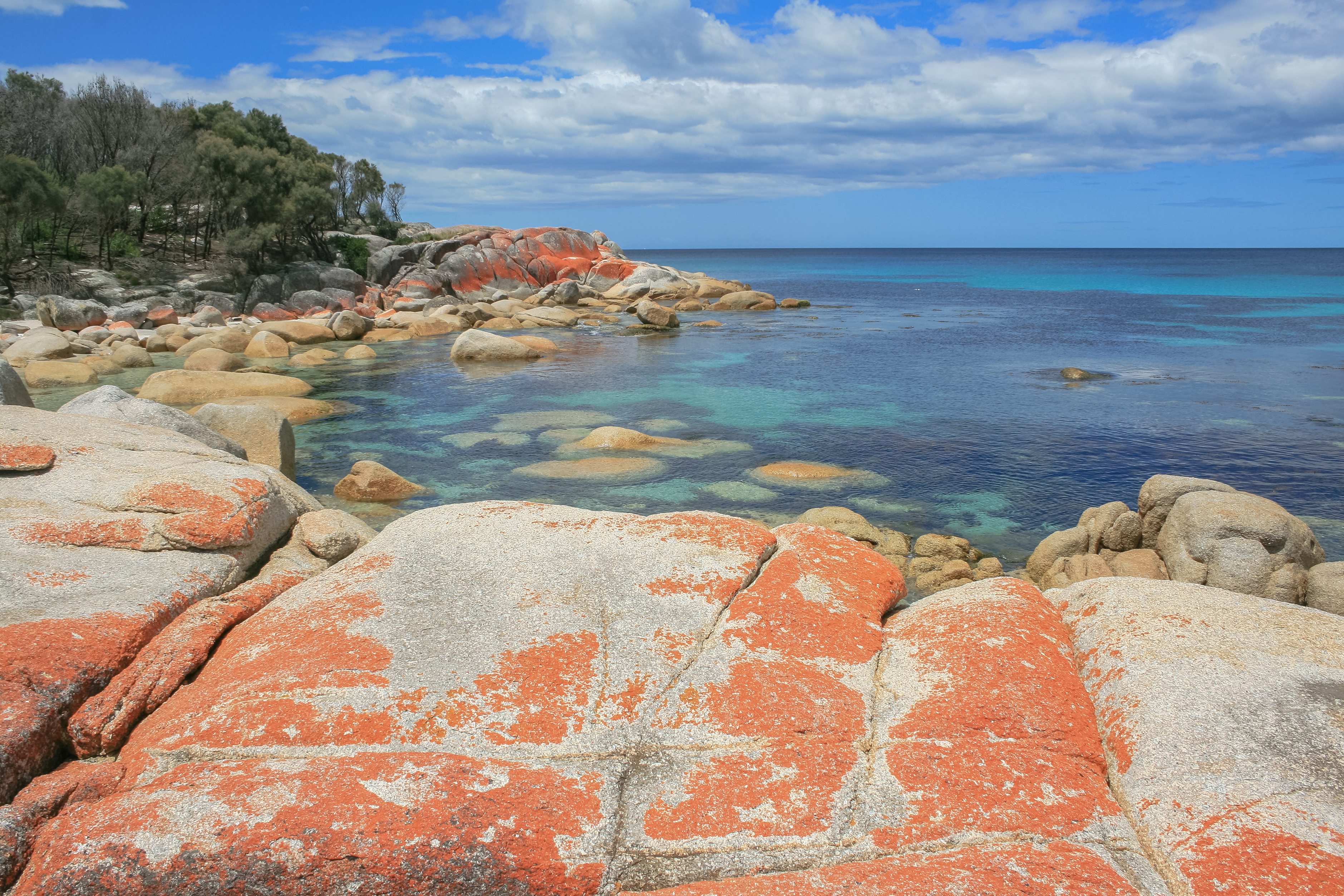
Bays of Fire

- Adamsfield
- Alpha Pinnacle
- Ansons Bay
- Arthur-Pieman
- Asbestos Range
- Badger Corner
- Bay Of Fires
- Bernafai Ridge
- Boltons Beach
- Bouchers Creek
- Briggs Islet
- Brougham Sugerloaf
- Burnie Fernglade
- Calverts Lagoon
- Cape Portland
- Cat Island
- Central Plateau
- Chalky Island
- Chuckle Head
- Clifton Beach
- Coles Bay
- Coswell Beach
- Cradle Mountain-Lake St Clair
- Cressy Beach
- Deal Island
- Denison Rivulet
- Detention Falls
- Double Sandy Point
- Douglas-Apsley
- Eaglehawk Bay-Flinders Bay
- Egg Beach
- Egg Islands
- Foochow Inlet
- Fossil Bluff
- Four Mile Creek
- George Town
- Goose Island
- Granite Point
- Granite Tor
- Great Western Tiers
- Gull Island
- Harry Walker Tier
- Heazlewood Hill
- Hunter Island
- Judbury
- Kelvedon Beach
- Lackrana
- Lagoons Beach
- Lake Beatrice
- Lake Dulverton
- Lees Point
- Lillico Beach
- Little Beach
- Little Boobyalla River
- Little Green Island
- Little Quoin
- Logan Lagoon
- Low Head
- Maatsuyker Island
- Mayfield Bay
- Medeas Cove
- Mile Island
- Millingtons Beach
- Mole Creek Karst
- Mount Bethune
- Mount Direction
- Mount Faulkner
- Mount Roland
- Mount Rumney
- Musselroe Bay
- Night Island
- Oyster Rocks
- Pardoe Northdown
- Parnella
- Peggs Beach
- Perkins Island
- Peter Murrell
- Pieman River
- Port Cygnet
- Port Sorell
- Ralphs Bay
- Randalls Bay
- Raspins Beach
- Redbill Point
- Reef Island
- River Derwent
- Roaring Beach
- Sandspit River
- Scamander
- Sensation Gorge
- Seymour
- Sister Islands
- South Arm
- Southport Lagoon
- Southwest
- Spiky Beach
- St Clair Lagoon
- St Helens
- Stanley
- Strickland
- Surveyors Bay
- Swansea
- Table Cape
- Table Mountain
- Tamar River
- Tathams Lagoon
- Tatlows Beach
- The Steppes
- Three Hummock Island
- Tiger Rise
- Truganini
- Tunbridge Tier
- Vale Of Belvoir
- Waddles Creek
- Waterhouse
- West Inlet
- Wingaroo
- Wright And Egg Islands
- Wybalenna Island

## Riserve Forestali
- Andersons Creek
- Apslawn
- Arm River
- Arthur River
- Arve Loop
- Avenue River
- Badger River
- Balfour Track
- Bells Marsh
- Big Sassy Creek
- Black Creek
- Black Jack Hill
- Blue Tier
- Boco Creek
- Bond Tier
- Bonneys Tier
- Borradaile
- Boyd
- Break O'day
- Bridgenorth
- Brookerana
- Brown Mountain
- Brushy Rivulet
- Burns Peak
- Buxton River
- Caroline Creek
- Castle Cary
- Chicks Perch
- Christmas Hills
- Coppermine Creek
- Crayfish Creek
- Cygnet River
- Dalgarth
- Dans Hill
- Deep Gully
- Den Hill
- Den Ranges
- Denison Ridge
- Derby
- Dial Range
- Dickies Ridge
- Dip Falls
- Dip River
- Dismal Range
- Doctors Peak
- Dogs Head Hill
- Dove River
- Drys Bluff
- Duck River
- Eastern Tiers
- Emu Ground
- Emu River
- Esperance River
- Evercreech
- Fisher Tier
- Fletchers Hill West
- Flowerdale River
- Fords Pinnacle
- Franklin Rivulet
- Frome
- German Town
- Gravelly Ridge
- Griffin
- Hardings Falls
- Hatfield River
- Henty
- Hollybank
- Hopetoun
- Huntsmans Cap
- Huskisson River
- Jackeys Creek
- Jean Brook
- John Lynch
- Joy Creek
- Julius River
- Kenmere Creek
- Kohls Falls
- Lady Binney
- Lady Nelson
- Lake Binney
- Lake Chisholm
- Lanes Tier
- Laurel Creek
- Lawrence Rivulet
- Lefroy
- Liffey
- Lizard Hill
- Lobster Rivulet
- Long Hill
- Long Ridge
- Lost Falls
- Lovells Creek
- Lower Marsh Creek
- Luncheon Hill
- Lutregala Creek
- Mackintosh
- Maggs Mountain
- Martins Hill
- Mathinna Falls
- Meander
- Meetus Falls
- Mersey River
- Mersey White Water
- Midday Hill
- Milkshake Hills
- Millers Bluff
- Montagu River
- Montagu Swamp
- Mount Arthur
- Mount Bruny
- Mount Careless
- Mount Dromedary
- Mount Foster
- Mount Horror
- Mount Kershaw
- Mount Mangana
- Mount Maurice
- Mount Midway
- Mount Morrison
- Mount Ponsonby
- Mount Puzzler
- Mount Stronach
- Mount Thunderbolt
- Mount Victoria
- Mount Wedge
- Nicholas Range
- North Esk
- North Scottsdale
- Nunamara
- Old Park
- Oldina
- Ouse River
- Oxberry Plains
- Paradise Plains
- Parangana Sugerloaf
- Peaked Hill
- Pepper Hill
- Pipers River
- Plains Creek
- Porcupine Hill
- Promised Land
- Prossers
- Pruana
- Quamby Bluff
- Rayners Hill
- Rebecca Creek
- Reedy Marsh
- Remarkable Rock
- Rimons Hill
- Ringarooma River
- River Hill
- Roaring Magg Hill
- Royal George
- Sandspit River
- Sawmill Creek
- Sawpit Ridge
- Scamander
- Shakespeare Hills
- Snow Hill
- Snowy River
- South Esk
- South Weld
- Spinning Gum
- Springfield
- Staverton
- Stringybark
- Sumac
- Swan River
- Tahune
- Tanina Bluff
- Tarraleah
- Teds Flat
- Teepookana
- The Dog Kennels
- Tippogoree Hills
- Tombstone Creek
- Tooms Lake
- Trowutta
- Tungatinah
- Upper Natone
- Virginstow
- Warra Creek
- Warrawee
- Wayatinah
- Weavers Creek
- Welcome Swamp
- Wentworth Creek
- Wes Beckett
- Wild Bee
- Winterbrook Falls
- Yellow Bluff Creek

## Parchi
- Actaeon Island
- Bird Island
- Bruny Island Neck
- Farm Cove
- Lake Tiberias
- Little Dog Island
- Moulting Lagoon
- New Year Island
- North East River
- Petrel Islands
- Stack Island

## Siti storici
- Batchelors Grave
- Callington Mill
- Coal Mines
- Currie Lightkeepers Residence
- D'entrecasteaux Monument
- D'entrecasteaux Watering Place
- Eaglehawk Neck
- Entally House
- George III Monument
- Highfield
- Kangaroo Bluff
- Lyons Cottage
- Macquarie Harbour
- Mount Direction
- Old Trinity Church-Criminal Courts
- Port Arthur
- Richmond Gaol
- Ross Female Convict Station
- Shot Tower
- Strahan Customs House
- Sydney Cove
- Tasman Monument
- The Female Factory
- Toll House
- Waubadebar's Grave
- Yorktown

## Aree protette indigene
- Oyster Cove
- Risdon Cove
- Preminghana

## Riserve marine
- Governor Island
- Ninepin Point
- Tinderbox

## Parchi Nazionali
- Parco nazionale Ben Lomond
- Parco nazionale del monte Cradle-lago St Clair
- Parco nazionale Douglas-Apsley
- Parco nazionale Franklin-Gordon Wild Rivers
- Parco nazionale Freycinet
- Parco nazionale Hartz Mountains
- Parco nazionale Kent Group
- Parco nazionale di Maria Island
- Parco nazionale Mole Creek Karst
- Parco nazionale del monte Field
- Parco nazionale del monte William
- Parco nazionale Narawntapu
- Parco nazionale Rocky Cape
- Parco nazionale del fiume Savage
- Parco nazionale South Bruny
- Parco nazionale Southwest
- Parco nazionale Strzelecki
- Parco nazionale Tasman
- Parco nazionale Walls of Jerusalem

## Aree Naturali
- Briant Hill
- Coningham
- Gordons Hill
- Hope Island
- Humbug Point
- Kate Reed
- Knopwood Hill
- Lake Barrington
- Meehan Range (Mt. Direction)
- Meehan Range (Redgate)
- Recherche Bay
- Rosny Hill
- Snug Falls
- South Arm

## Riserve Naturali
- Albatross Island
- Bass Pyramid
- Betsey Island
- Big Green Island
- Black Pyramid Rock
- Cape Bernier
- Cape Deslacs
- Chappell Islands
- Christmas Island
- Clarke Island
- Coal River Gorge
- Curtis Island
- Dennes Hill
- Devils Tower
- Diamond Island
- Dismal Swamp
- Duckholes Lagoons
- East Kangaroo Island
- East Risdon
- Foster Islands
- George Rocks
- Green Island
- Green Point
- Hawley
- Hospital Creek
- Ile Des Phoques
- Isabella Island
- Judgement Rocks
- Kentford Forest
- Lake Johnston
- Lavinia
- Lime Bay
- Long Spit (private)
- Low Islets
- Moriarty Rocks
- Native Point
- North East Islet
- Penguin Islet
- Peter Murrell
- Pitt Water
- Reid Rocks
- Rodondo Island
- Sith Cala
- Tenth Island
- The Doughboys
- Three Hummock Island
- Three Sisters-Goat Island
- Tom Gibson
- Township Lagoon
- West Moncoeur Island
- Wingaroo
- Wright Rock

## Aree Protette
- Seven Mile Beach

## Riserve Regionali
- Mount Dundas
- Mount Murchison
- Savage River

## Parchi Statali
- Four Springs
- Meehan Range

## Riserve Statali
- Alum Cliffs
- Bradys Lookout
- Derwent Cliffs
- Devils Gullet
- Eaglehawk Bay
- Eugenana
- Fairy Glade
- Ferndene
- Forest Vale
- Forth Falls
- Gunns Plains Cave
- Hastings Caves
- Hellyer Gorge
- Henty Glacial Moraine
- Holwell Gorge
- Ida Bay
- Junee Cave
- Kimberley Springs
- Liffey Falls
- Little Beach
- Little Peggs Beach
- Lookout Rock
- Marriotts Falls
- Mount Arthur
- Mount Barrow
- Mount Barrow Falls
- Mount Montgomery
- Notley Gorge
- Palmers Lookout
- Pieman River
- Pirates Bay
- Quarantine
- Roger River
- Safety Cove
- Seal Rocks
- St Columba Falls
- St Marys Pass
- St Patricks Head
- Stewarts Bay
- Sundown Point
- Tessellated Pavement
- The Nut
- The Steppes
- Trevallyn
- Trial Harbour
- Trowutta Caves
- Waterfall Creek
- West Point
- Wye River
- Yellow Creek